# Hymedesmia jamaicensis
Hymedesmia jamaicensis är en svampdjursart som beskrevs av van Soest 1984. Hymedesmia jamaicensis ingår i släktet Hymedesmia och familjen Hymedesmiidae.
Artens utbredningsområde är Jamaica. Inga underarter finns listade i Catalogue of Life.